# Fideos japoneses

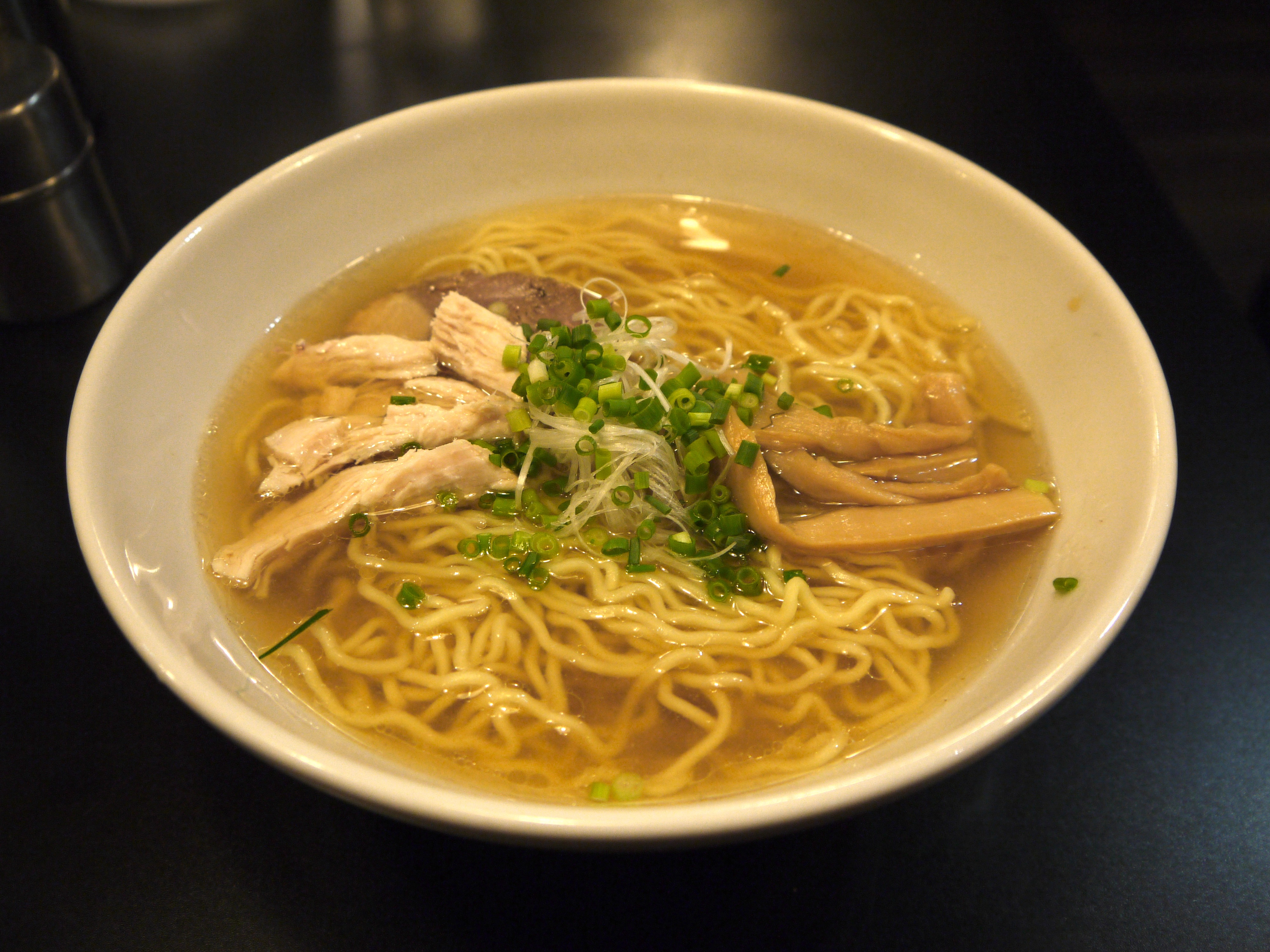
Ramen

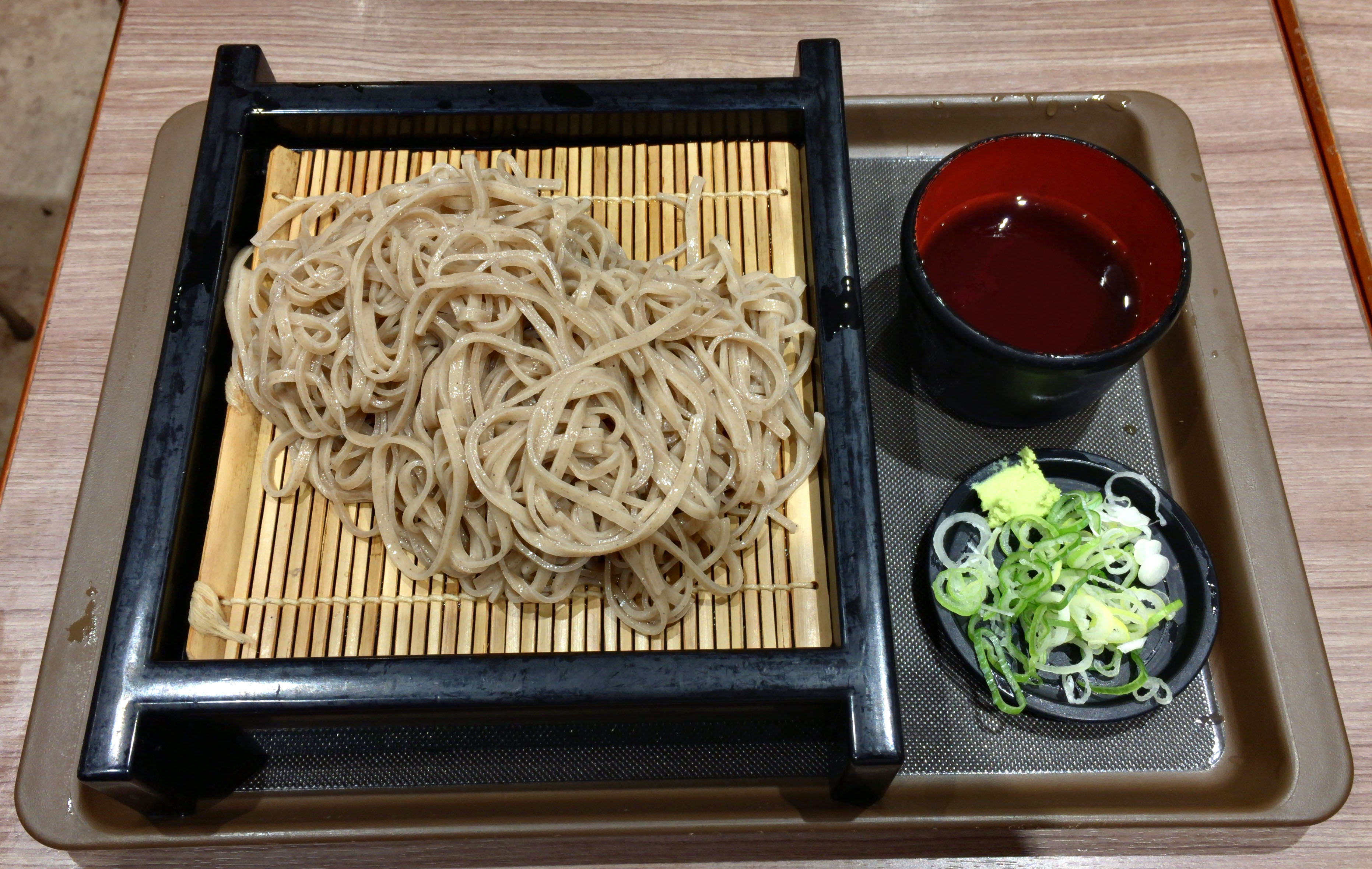
Soba

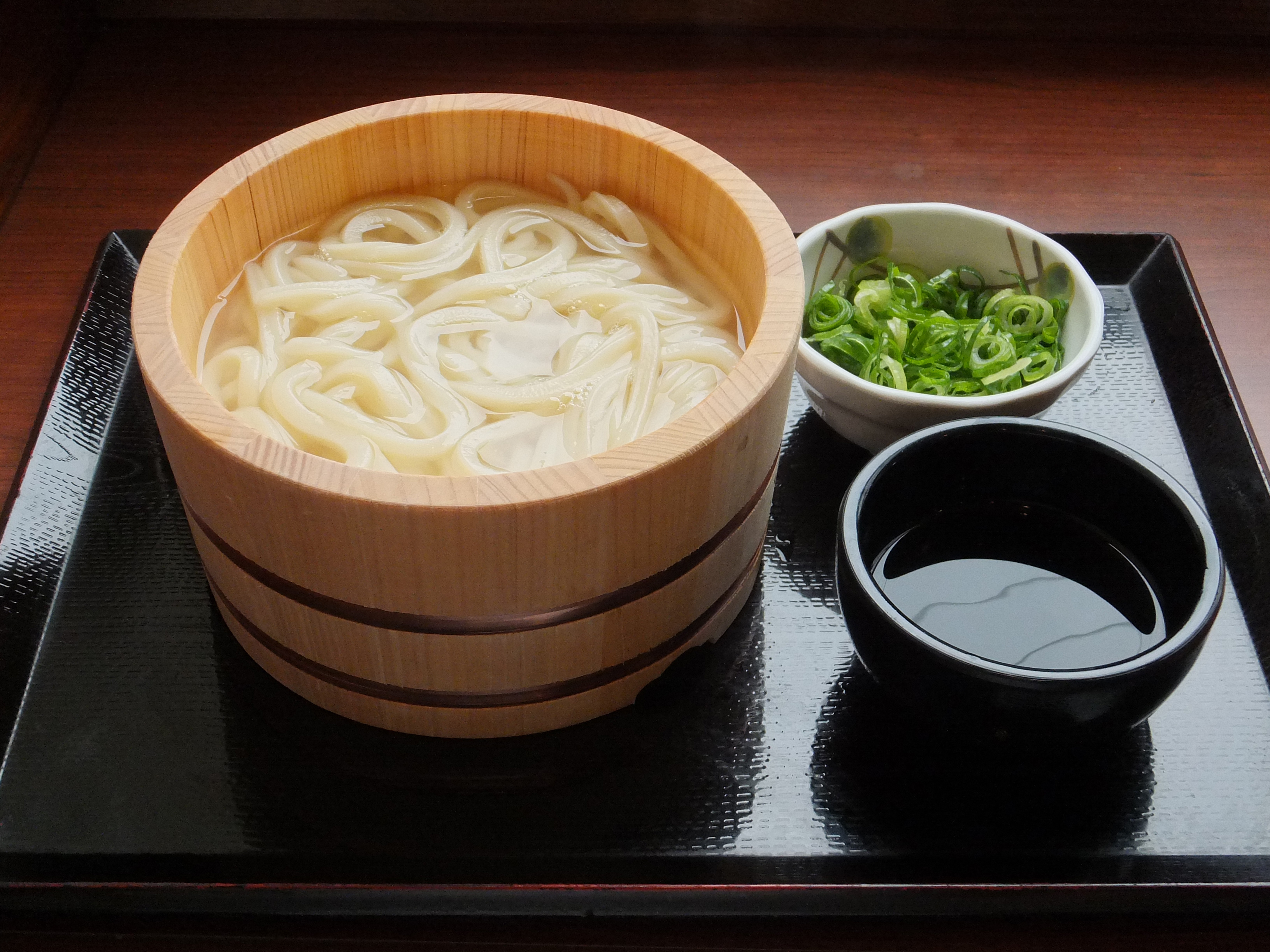
Udon

Los fideos son un alimento básico de la cocina japonesa. A menudo se sirven fríos con salsas para mojar, o en sopas o platos calientes.

## Fideos japoneses
Los fideos del ramen son fideos finos a base de trigo hechos de harina de trigo, sal, agua, y kansui, una forma de agua alcalina. La masa se eleva antes de enrollarla. Durante la Era Meiji estos fideos se importaban de China. Todavía se debate cómo dio el salto de China a Japón, pero en general se acepta que en 1910 un restaurante chino en Yokohama comenzó a servir un plato conocido como lamian.
Los fideos del ramen tienen una textura firme y generalmente son de color amarillo pálido. Los fideos pueden variar en forma, ancho y largo. Se sirven en un caldo. Ejemplos de platos de ramen son shōyu ramen, shio ramen, miso ramen, tonkotsu ramen y curry ramen .
Los shirataki son fideos transparentes hechos de konnyaku. Estos fideos son masticables o gomosos. Los shirataki se utilizan para agregar textura a platos como el sukiyaki y el oden.
El soba es un fideo elaborado con trigo sarraceno y harina de trigo. Los fideos soba están disponibles secos o frescos. Se pueden servir con caldo caliente o fríos con salsa para mojar (tsuyu). Algunos ejemplos de platos de soba son zaru soba (frío), kake soba, tempura soba, kitsune soba y tororo soba . Aunque el popular plato japonés Yakisoba incluye "soba" en su nombre, el plato está hecho con fideos al estilo chino (chūkamen).
Los fideos somen son fideos muy finos y blancos a base de trigo . Por lo general, se sirven fríos en verano con salsas para mojar, aunque pueden usarse en sopas y otros platos calientes. Los fideos somen son muy similares a los fideos hiyamugi y udon, solo que son más delgados (alrededor de 1,3 mm de ancho). El sōmen requiere de aceite en su fabricación. Durante los meses de verano, los japoneses consumen somen frío para mantenerse frescos.
Los hiyamugi son fideos de harina de trigo similares a los fideos sōmen y udon y con un ancho entre los dos. Estos fideos a menudo se sirven de la misma manera que los fideos sōmen y udon . Si bien son en su mayoría blancos, hay paquetes mezclados con fideos de tonos rosáceos o marrones.
Los udon son los fideos más gruesos de la cocina japonesa. Los udon son fideos blancos a base de trigo y miden entre 4 y 6 mm de ancho. Estos fideos se sirven fríos con una salsa para mojar en los meses de verano, o en platos calientes y sopas cuando la temperatura es más fresca. Los platos de udon incluyen kitsune udon, Nabeyaki udon, curry udon y yaki udon. El sara udon se elabora con un tipo diferente de fideos que son crujientes.
Los harusame son fideos transparentes hechos con almidón de papa.
Los tokoroten son rodajas de agar gelatinosas con una sección transversal rectangular.